# Charles Starkweather
Charles Raymond Starkweather (24. listopadu 1938 Lincoln, Nebraska – 25. června 1959 tamtéž) byl americký sériový vrah působící v Nebrasce.

## Životopis

### Před vraždami
Narodil se v chudé části Lincolnu do rodiny tesaře a servírky. Ve škole byl šikanován a sám tak trávil přestávky často na chodbě před třídou. Později chodil do posilovny a začal se mstít na těch, kteří se mu dřív smáli. Jednou např. bezdůvodně kopl fyzicky slabého spolužáka do břicha, začal ho mlátit kladivem a házel s ním o tabuli. Rapidně se zhoršil jeho prospěch ve škole.
V pubertě si Starkweather oblíbil herce Jamese Deana a začal se podobně upravovat. V roce 1956 se seznámil s Caril Ann Fugateovou, do které se zamiloval. Odešel ze školy a začal pracovat jako popelář, aby se s ní mohl vidět každý den před školou.
Později si našel podnájem, protože ho však neuměl splácet, musel brzy odejít. Nocoval často ve svém autě, kde četl akční komiksy, které ho prý později inspirovaly k vraždám.

### Vraždy
Dne 30. listopadu 1957 přijel Starkweather na místní benzínovou pumpu, kde hodlal zakoupit pro svou přítelkyni Caril Ann Fugateovou dárek k Vánocům. Nicméně zjistil, že na něj nemá peníze a tak žádal obsluhu, mladičkého Roberta Colverta o možnost koupě dárku na splátky. Colvertovo odmítnutí jej rozzuřilo a tak se během noci ještě několikrát vrátil pod záminkou koupě drobných předmětů (žvýkačky, cigarety) až nakonec vzal svou brokovnici a přinutil Colverta, aby mu dal z pokladny 100 dolarů. Poté požadoval číselnou kombinaci k trezoru. Tu však pracovník pumpy Colvert neznal. Starkweather ho vzal do auta, odvezl ho na opuštěné místo a zastřelil ho jednou ranou do hlavy. Poté se přiznal své dívce Fugateové, ta mu však neuvěřila.
Dne 21. ledna 1958 přijel Starkweather na návštěvu k dívčiným rodičům. Její nevlastní otec Marion Bartlett ho však neměl v lásce a velmi zuřivě se pohádali. Starkweather po hádce střelil Bartletta do hlavy. Carilina matka Velda i její nevlastní sestra Betty Jean začali křičet a tak matku střelil do obličeje a její nevlastní sestru, 2,5 roku starou Betty Jean bodl do krku a umlátil pažbou pušky. Těla pak ukryl různě za domem. U výslechu Starkweather uvedl, že Caril Ann byla u všech vražd a u bití své nevlastní sestry dokonce vydatně pomáhala. Ta to však popřela s tím, že když přišla domů, Starkweather jí hrozil zbraní a její rodina byla jeho rukojmí. Soud však shledal její verzi za nevěrohodnou. V domě poté pobyli Starkweather a Fugateová několik dní.
Poté odjeli do sousedního města Benda, kde se uchýlili na farmu rodinného přítele Augusta Meyera. Starkweather ho střelil do hlavy (později uvedl, že si na něho Meyer už nepamatoval a vytáhl zbraň). Museli na farmě chvíli zůstat, protože se jim porouchalo auto.
Nakonec šli stopovat. Zastavilo jim auto Roberta Jensena a Carol Kingové. Starkweather je po chvilce přinutil, aby zahnuli k domu, kde je odvedl do sklepa a zastřelil. Starkweather prý chtěl nechat Kingovou žít, ale Caril Ann se rozčílila a zastřelila ji sama a poté ji pobodala v oblasti genitálií. Vzali si jejich auto a pokračovali v cestě.
Poté se rozhodli, že uprchnou z Nebrasky, ale kvůli Starkweatherově rýmě se museli vrátit do Lincolnu. Přijeli do bohaté čtvrti, kde si vyhlédli dům místního průmyslníka. V domě nalezli průmyslníkovu manželku a její služku, které ubodali. Poté Starkweather zastřelil i průmyslníka, který se vrátil domů. Vzali si jejich peníze a auto, se kterým měli v úmyslu odjet do Wyomingu.
Nakonec se Starkweather rozhodl zbavit průmyslníkova auta a vzal si auto Merla Collisona, kterého zastřelil. Ke Starkweatherově smůle ho viděl zástupce šerifa, který se k nim vydal. Starkweather stačil naskočil do auta a ujet, jeho dívka Caril Ann však byla zatčena. Po hodině zběsilé honičky byl Starkweather zraněn a nakonec se vzdal. Jeho řádění trvalo tři měsíce.

### Smrt
Charles Starkweather se přiznal ke všem jedenácti vraždám a byl odsouzen k trestu smrti. Poprava se konala 25. června 1959 na elektrickém křesle. Jeho poslední slova byla: "Mrtví lidé jsou si všichni rovni". Caril Ann Fugate byla odsouzena na doživotí. V roce 1976 však byla podmínečně propuštěna.

## Charles Starkweather v kultuře
Norská aggrotech kapela Combichrist jmenuje ve své písni „God Bless“ (česky „Bůh žehnej“) celou řadu sériových vrahů a teroristů, mezi nimi je i Charles Starkweather.
Případ inspiroval film Badlands – Zapadákov z roku 1973. Přestože je děj značně upraven, film vcelku věrně zachycuje psychologii vrahů a jejich zločiny. Filmu obsahuje i prohlášení autorů, že nemá se skutečností nic společného.